# الدوري السلوفيني لكرة القدم 1920–21
الدوري السلوفيني لكرة القدم 1920–21 هو موسم من الدوري السلوفيني لكرة القدم ‏. فاز فيه ND Ilirija 1911 ‏.